# Улица Калинина (Хабаровск)
Улица Калинина — улица в Хабаровске, проходит через исторический центр города от Конечного переулка параллельно руслу Амура и завершается развилкой на Тихоокеанскую улицу и Зеленоборский переулок.

## История
С дореволюционных времён носила имя хабаровского купца Павла Васильевича Попова — Поповская.
Получила современное название в 1951 году (решение исполнительного комитета Хабаровского городского совета народных депутатов трудящихся от 27.07.1951) в честь видного деятеля советского государства М. И. Калинина (1875—1946), в 1923 году он приезжал в Хабаровск, выступал в городском совете (мемориальная доска на д. 17 по улице Муравьева-Амурского).
В здании редакции газеты «Тихоокеанская звезда» (д. 86) в 1930-е годы работал писатель Аркадий Гайдар (в 1956 году на здании была установлена мемориальная доска).

## Достопримечательности

д. 76. Мемориальная доска В. Н. Иванову

д. 27 — Дом доходный А. И. Душечкина
д. 69а — Дом жилой Н. С. Веденского
д. 72 — Дом доходный С. Д. Таболова и А. А. Битарова
д. 77 — Доходный дом Г. Н. Пырского
д. 79а — Дом доходный Э. Ф. Нино
д. 86 — бывшая редакция газеты «Тихоокеанская звезда» (с 1925 по 1965 год).
д. 92 — Дом жилой Г. К. Исакова

## Известные жители
д. 76 — писатель В. Н. Иванов (мемориальная доска)
Д. 158 — китайский предприниматель Тифонтай

## Галерея

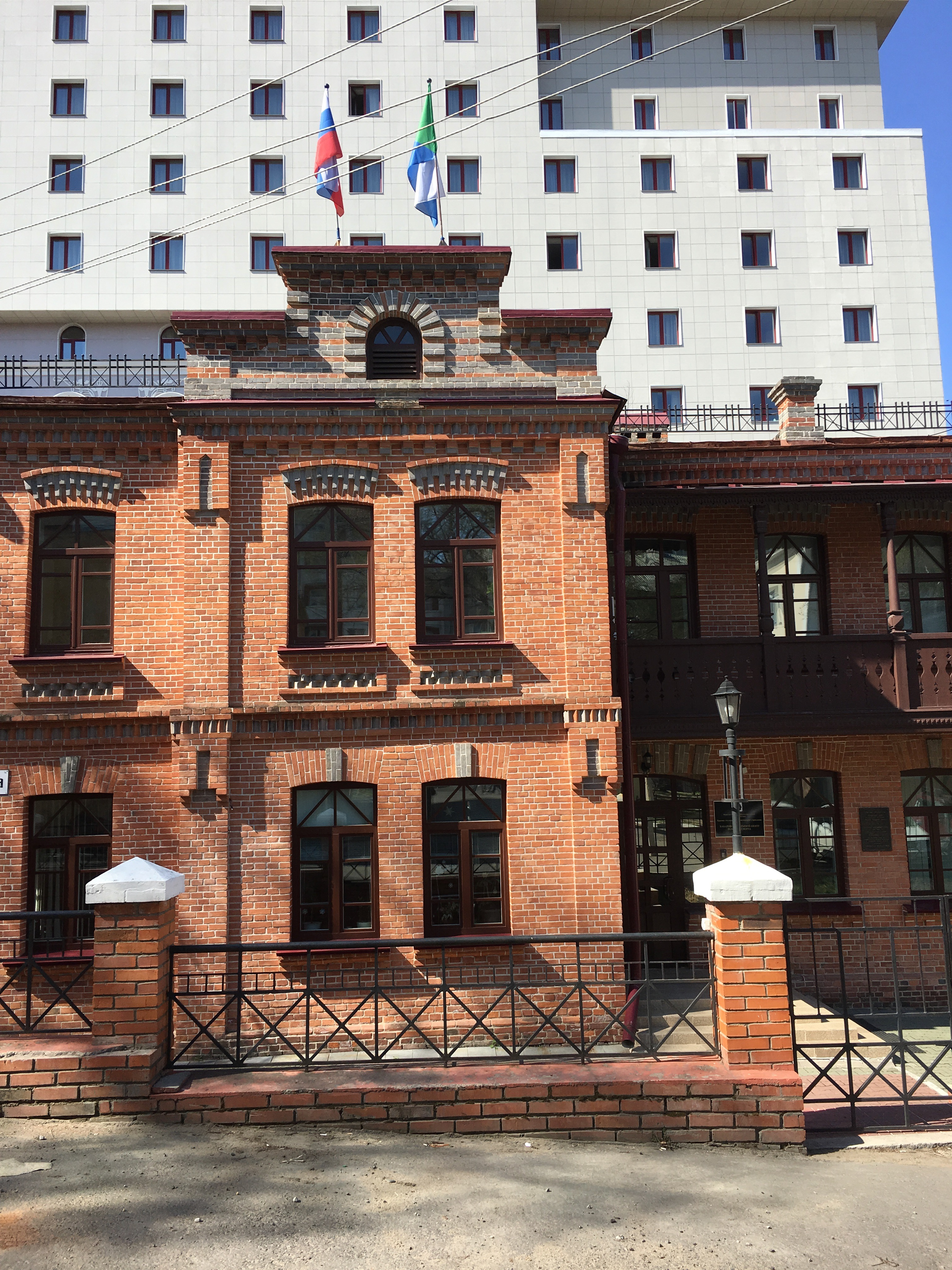
Доходный дом  Э. Ф. Нино
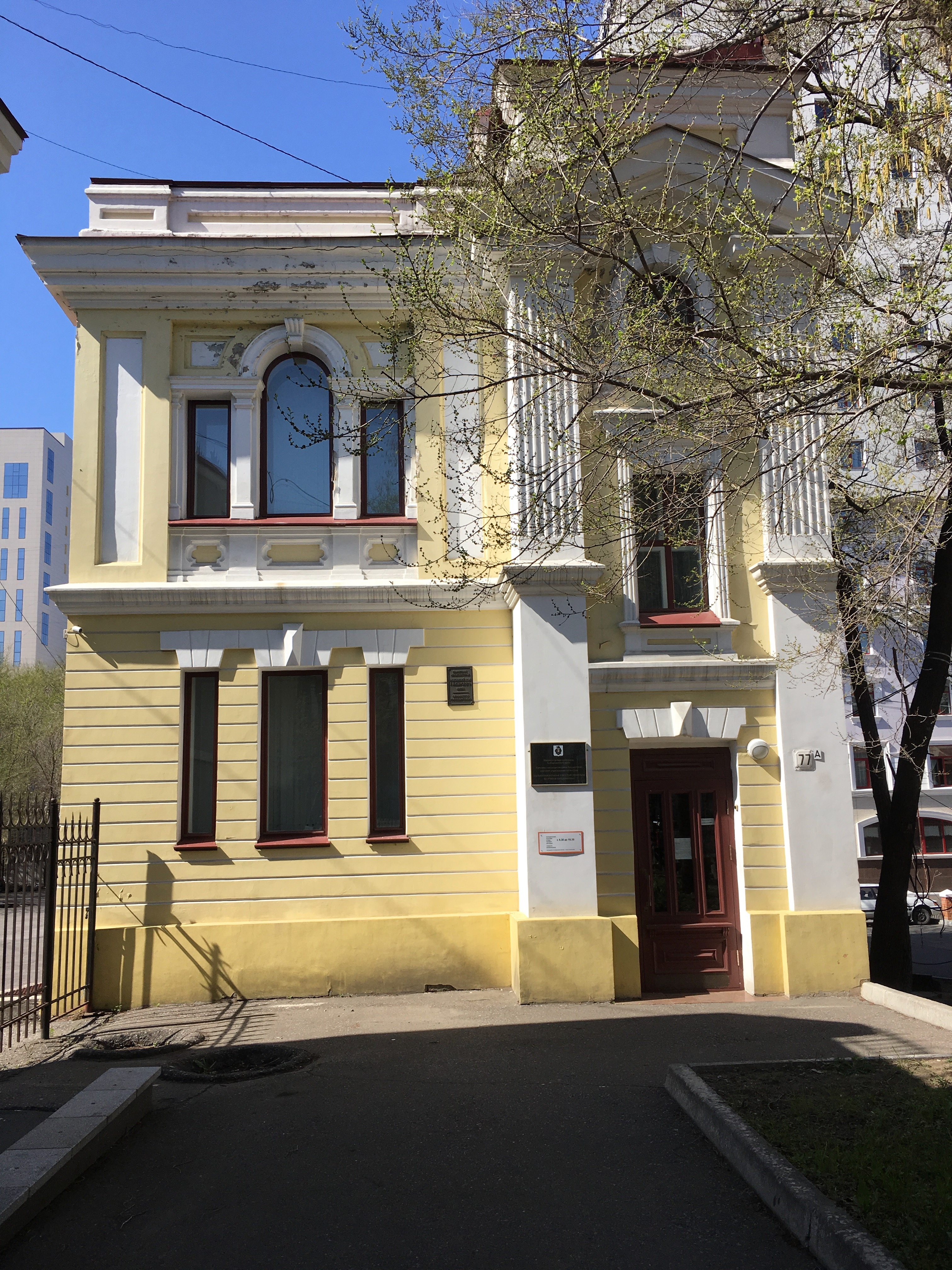
Доходный дом Г. Н. Пырского
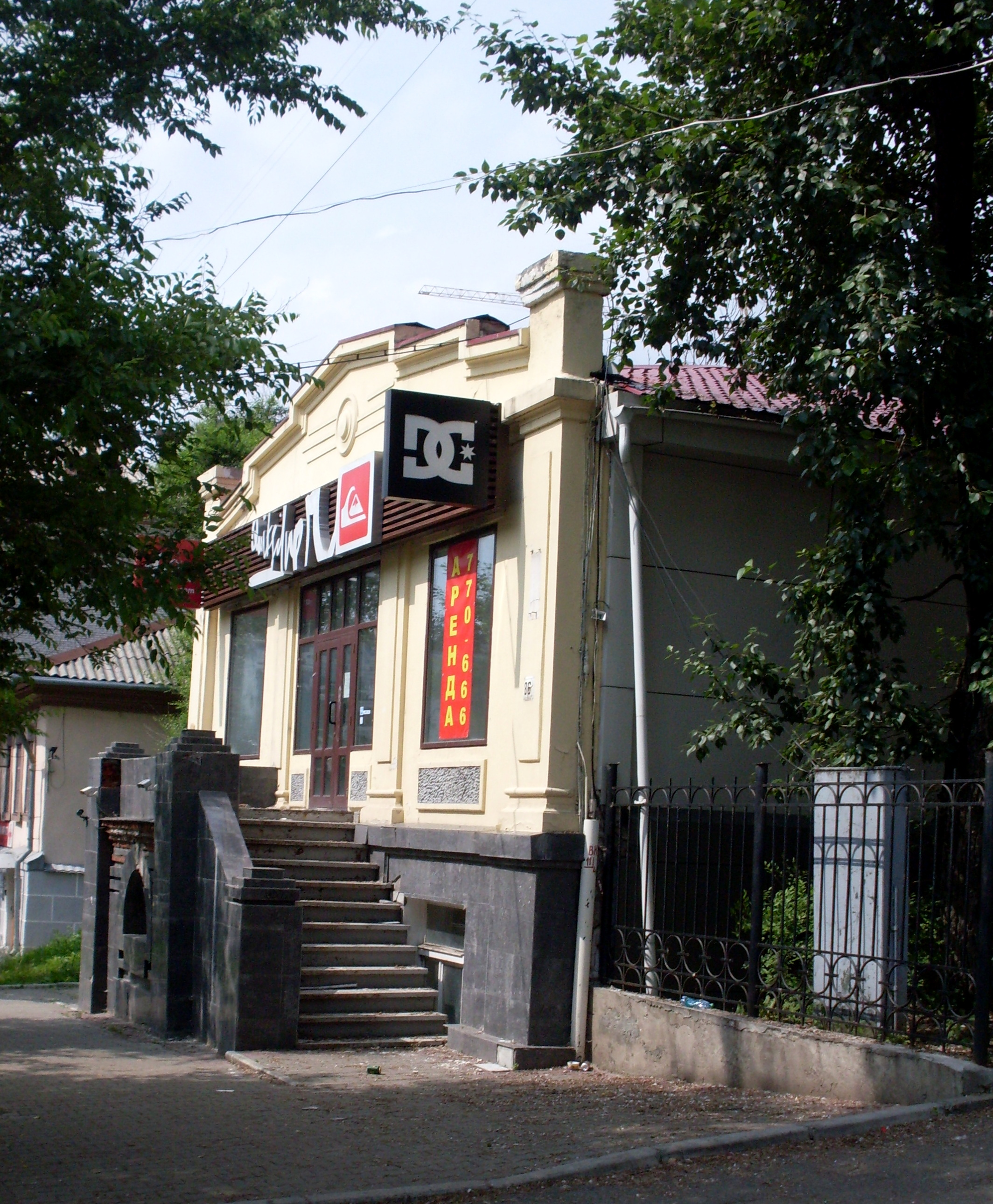
д. 86
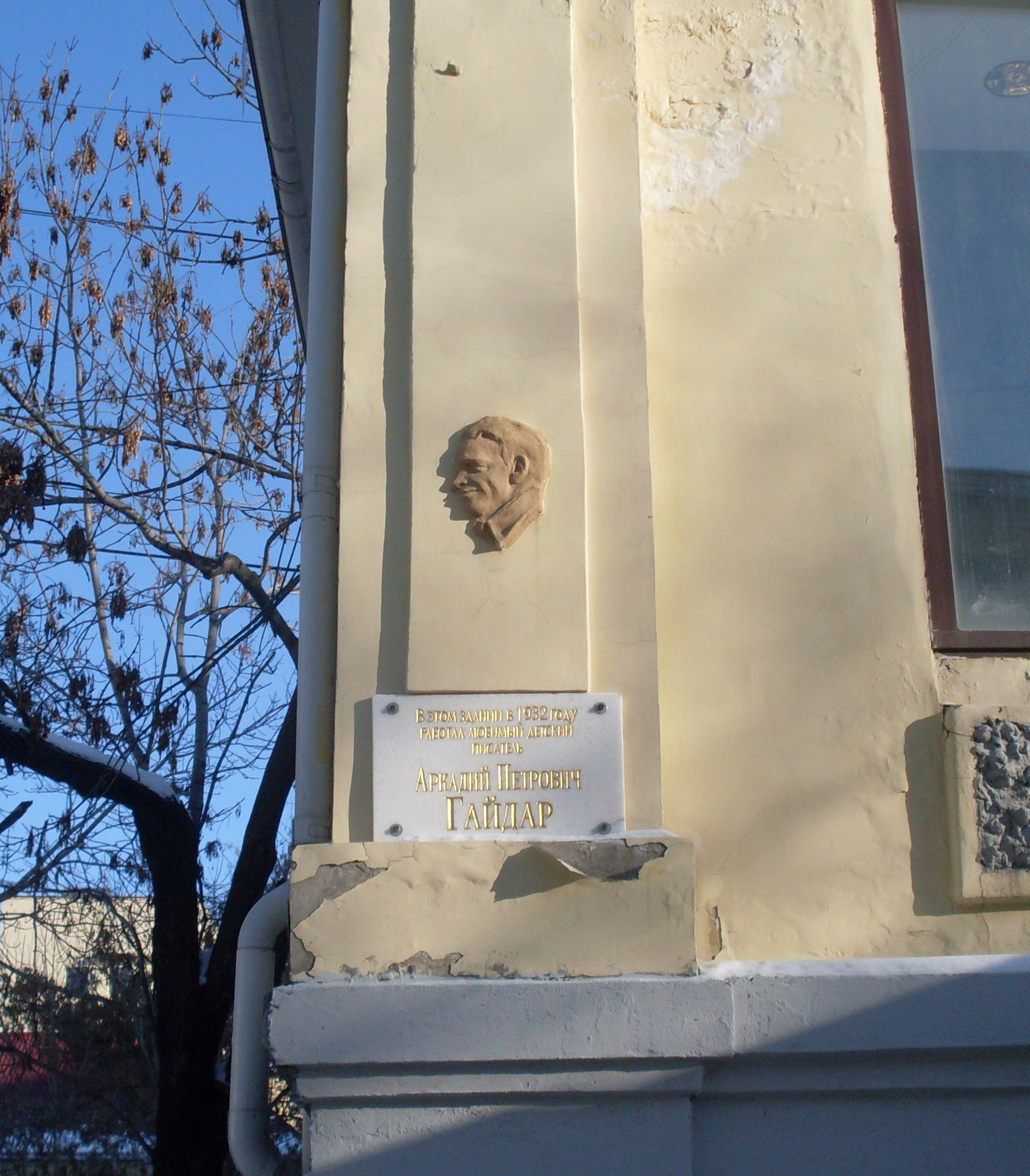
д. 86
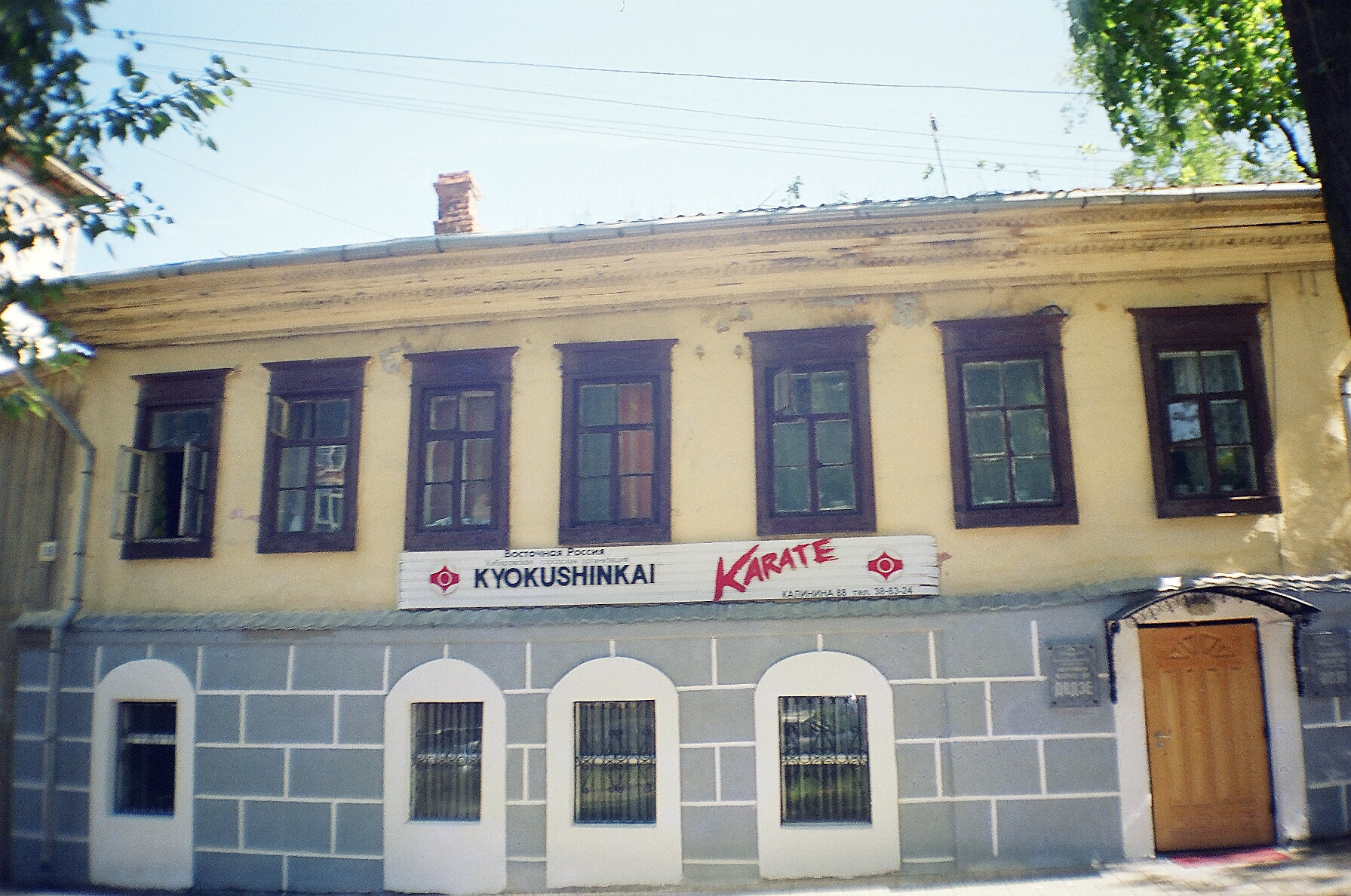
д. 88